# فتاة القطار (فلم 2021)
فتاة القطار فيلم غموض وإثارة هندي، من إخراج ريبو داسغوبتا وإنتاج أمبلين الترفيه وريلانس للترفيه. الفيلم مقتبس من رواية الكاتبة البريطانية باولا هوكينز التي تحمل نفس الاسم عام 2015 ، وبطولة بارنيتي تشوبرا في دور مطلقة مدمنة على الكحول ومتورطة في جريمة قتل.
بدأ التصوير الرئيسي في 4 أغسطس 2019. تم تأجيل إصدار الفيلم بسبب جائحة فيروس كورونا. صدر الفيلم في 26 فبراير 2021 على نتفليكس.

## الممثلون
- بارنيتي تشوبرا بدور ميرا كابور
- أديتي راو حيدري بدور الدكتور نصرت جون جوشي
- Kirti Kulhari بدور المفتش Dalbir Kaur Bagga
- أفيناش تيواري بدور الدكتور شيخار كابور ، زوج ميرا السابق
- توتا روي شودري بدور الدكتور حميد ، الطبيب النفسي [2]
- سوريش سيبي (طبيب ميرا)
- نيشا عليا بدور بيا، صديقة ميرا
- Diljohn Singh مثل Rajiv [3]
- شمعون أحمد بدور أناند جوشي، زوج نصرت
- مونيشا حسن بدور زهرة، رئيس شيخار
- Vaunisha Kapoor كضيف الحفلة
- نينا كومار كصديقة زهرة
- كريشان تاندون في دور جيمي باجا، والد دالبير
- بيرسيفوني هوليفيتش في دور بري
- فيشاخ فادجاما في دور الضابط كونال
- ناتاشا بنتون بدور أنجالي كابور، زوجة شيخار الثانية
- ريتشي لوري في دور والتر

## الإنتاج
أُعلن عن الفيلم في 24 أبريل 2019. في مايو 2019، جرى الكشف عن أن الجدول الأول سيكون في إنجلترا.
بدأ التصوير الرئيسي في أوائل أغسطس 2019 في لندن. وصورت مشاهد السكك الحديدية في الموقع على سكة حديد ميد نورفولك.

## العرض
كان من المقرر إصدار الفيلم في 2020 ولكن تأجل الإصدار بسبب جائحة فيروس كورونا. إلى أن صدر في 26 فبراير 2021 على نتفليكس.